# Oligomicin
Az oligomicinek olyan makrolid molekulák, melyeket a  Streptomyces faj állít elő és más szervezetekre mérgező hatásuk lehet.
Antibiotikumokként kerülnek felhasználásra.
Az oligomicinek gátolják az ATP-szintáz enzimet, aminek az ADP ATP-vé való oxidatív foszforilációjában van szerepe (energiatermelés folyamata).